# Îles de Fleurac
Les îles de Fleurac sont des îles fluviales de la Charente, situées sur la commune de Linars.

## Description
Sous ce nom sont répertoriés quatre îlots dont un ne dépasse pas vingt mètres de longueur. Les trois îlots principaux sont traversés par un chemin relié entre eux par des passerelles en bois. 
Au sud se trouve le moulin de Fleurac, construit au XVIe siècle, et au nord deux écluses, dites « écluses de Fleurac ».